# Johan Eriksson (advokat)

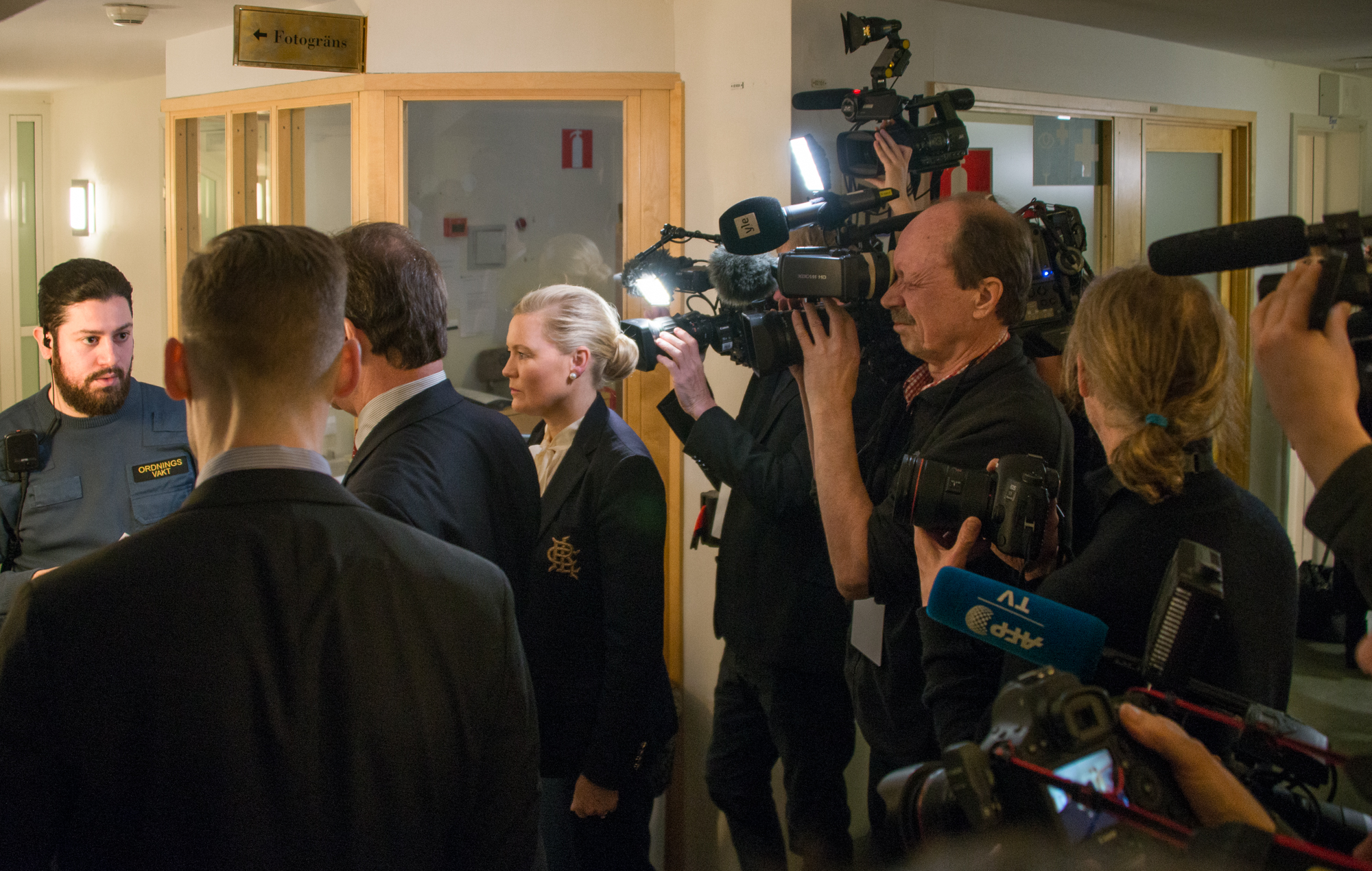
Terrorrättegången 2018 där Johan Eriksson försvarade Rakhmat Akilov

Johan Wilgot Eriksson, född 29 april 1964 i Vantörs församling i Stockholm, är en svensk advokat.

## Biografi
Efter akademiska studier vid Stockholms universitet tog han juristexamen 1989. Samma år kom han till Advokatfirman Björn Rosengren där han var biträdande jurist i fem år och därefter advokat och delägare i fem år. År 1999 bildade han tillsammans med Lars Arrhenius advokatfirman Arrhenius & Eriksson, och sedan 2003 är han delägare i Försvarsadvokaterna i Stockholm.
Han är sedan 1994 specialiserad på brottmål. Han har varit försvarare i flera uppmärksammade mål, som till exempel rättegången efter attentatet på Drottninggatan i Stockholm 2017.
Eriksson undervisar i straffprocessrätt vid Stockholms universitet samt arbetar med utbildning av advokater för Limhamnsgruppen och Sveriges Advokatsamfund. Han har anlitats som expert i statliga utredningar. Han är författare till Handbok för försvarare (2018).

## Utmärkelser
- 2013–2021 – "Advokaternas advokat", den advokat som flest kollegor skulle anlita om de var i behov av en försvarare.[5]

- 2019 – Hedersdoktor vid Juridiska fakulteten, Stockholms universitet.[6]